# John Hawley
John Hawley (Patrington, 8 maggio 1954) è un ex calciatore inglese, di ruolo attaccante.

## Carriera
Si forma calcisticamente nell'Hull City, entrando a far parte della prima squadra dall'aprile 1972. Vi militò sino al 1978, sempre nella serie cadetta inglese, lasciando il club dopo la retrocessione in terza serie al termine della Second Division 1977-1978. 
Nell'estate 1975 giocò in prestito al St. Louis Stars, franchigia della NASL. Con gli Stars, dopo aver vinto la propria divisione, raggiunse la semifinale playoff per il titolo nordamericano, perdendola contro i Portland Timbers. Hawley fu il capocannoniere stagionale del club con quattordici reti.
Nel maggio 1978 è ingaggiato per volontà di Jimmy Armfield per £81.000 dal Leeds Utd, club della massima serie. Esordì con il suo nuovo club il 19 agosto 1978 nel pareggio esterno per 2-2 contro l'Arsenal. Con il Leeds ottenne il quinto posto finale nella First Division 1978-1979.
Nel settembre 1979 passa per £200.000 al Sunderland, con cui, grazie al secondo posto ottenuto nella Second Division 1979-1980 conquistò la promozione in massima serie. Con i Black Cats ottenne il diciassettesimo posto nella First Division 1980-1981.
Nel settembre 1981 passa per £50.000 all'Arsenal, esordendo il 26 dello stesso mese nel pareggio casalingo per 0-0 contro il Manchester Utd, e con cui ottenne il quinto posto nella First Division 1981-1982. La stagione successiva fu prestato al Leyton Orient e poi all'Hull City.
Nel maggio 1983 la sua seconda esperienza estera, in forza all'Happy Valley, squadra di Hong Kong.
Tornato in patria, gioca nel Bradford City in terza serie, con cui vince la Third Division 1984-1985. L'11 maggio 1985 è in campo contro il Lincoln City quando accadde il cosiddetto disastro di Bradford, ove un incendio sulle tribune portò alla morte di 56 persone ed il ferimento di altre 265. Hawley si distinse per il suo eroismo nel portare soccorso e salvare più quanti tifosi possibile.
Chiude la carriera nello Scunthorpe Utd, con cui ottenne il quindicesimo posto nella Fourth Division 1985-1986.
Lasciato il calcio giocato si occupò dell'attività antiquaria di famiglia e collaborò con l'academy del Nottingham Forest.

## Palmarès
- Third Division: 1

Bradford City: 1984-1985